# یواس‌اس تن (اس‌پی-۶۶۴)
یواس‌اس تن (اس‌پی-۶۶۴) (به انگلیسی: USS Tuna (SP-664)) یک کشتی بود که طول آن ۹۴ فوت ۰ اینچ (۲۸٫۶۵ متر) بود. این کشتی در سال ۱۹۱۱ ساخته شد.